# 黒い指の男
『黒い指の男』（くろいゆびのおとこ）は、1959年2月11日に東映系で公開された日本映画。監督は飯塚増一、主演は高倉健。モノクロ。シネマスコープ。74分。

## スタッフ
- 監督：飯塚増一
- 脚本：猪俣勝人、柴英三郎
- 企画：植木照男、園田実前
- 撮影：三村明
- 美術：藤田博
- 音楽：冨田勲
- 録音：小松忠之
- 照明：入江進
- 編集：長沢嘉樹

## キャスト
- 三田新吉：高倉健
- 三田おりん：吉川満子
- 三田宏：小野透
- 岩切五郎：二本柳寛
- 深見あつ子：故里やよい
- 深見京子：佐久間良子
- 岸田みね子：春丘典子
- リチャード：ピーター・ウィリアムズ
- 杉山刑事：加藤嘉
- 乾分熊代：須藤健
- 乾分猿田：山本麟一
- 乾分蛭田：日尾孝司
- 殺し屋の鉄：萩原満
- サブちゃん：長谷部健
- シロちゃん：杉義一
- カネさん：柳谷寛
- 「一平」の親爺：花沢徳衛
- 鎌田（UPSの支配人）：岩城力
- ゴールド会館女店員：谷本小夜子
- キャビンの女絵：鈴木朝子
- 守衛：坂井一夫

## 映像ソフト
- 2016年11月9日より、東映ビデオからDVDが発売された。

## 同時上映
『あばれ大名』
- 脚本：鈴木兵吾 / 監督：内出好吉 / 主演：市川右太衛門